# リンダ・ヴェラス
リンダ・ヴェラス（Linda Veras）は、イタリアの女優である。

## 人物・来歴
1939年、イタリアのボルツァーノ県ボルツァーノに生まれる。
1959年、ロベルト・ロッセリーニ監督の『ロベレ将軍』に出演したのが、ヴェラスの名がクレジットされた最初である。3年後の1962年には、アメリカの女性インディペンデント作家シャーリー・クラークの長篇劇映画『ザ・コネクション』に出演し、翌1963年、ジャン＝リュック・ゴダール監督の『軽蔑』に、クラーク作品と同一の役柄で出演している。1967年には、マイク・ウィリアムズ監督の『ジャングルの処女/ガンガラ』に準主演するほか、1960年代後半はマカロニ・ウェスタン作品に出演した。
1971年、エイブラハム・ポロンスキー監督の『馬泥棒の恋』にしたのを最後に、映画出演の記録はない。

## フィルモグラフィ
- ロベレ将軍 (Il generale della Rovere) : 監督ロベルト・ロッセリーニ、1959年 - ドイツの付き人役
- ザ・コネクション (The Connection) : 監督シャーリー・クラーク、1962年 - シレン役
- 軽蔑 (Le mépris) : 監督ジャン＝リュック・ゴダール、1963年 - シレン役
- セクシー・ギャング (Sexy Gang) : 監督アンリ・ジャック、1966年 - ミシェル役
- ジャングルの処女/ガンガラ (Gungala la vergine della giungla) : 監督マイク・ウィリアムズ、1967年 - フルール役
- 血斗のジャンゴ (Faccia a faccia) : 監督セルジオ・ソリーマ、1967年 - 金髪の女役
- 嵐を呼ぶ男スリム (Dio li crea... Io li ammazzo!) : 監督パオロ・ビアンチーニ、1968年 - ドリー役
- フーリガンのダンスパーティ (Le bal des voyous) : 監督ジャン＝クロード・ダグ、1968年 - ソフィ・ヴェルディエ役
- 続・復讐のガンマン 〜走れ、男、走れ〜 (Corri uomo corri) : 監督セルジオ・ソリーマ、1968年 - ペニー・バニングトン役
- 西部悪人伝 (Ehi amico... c'è Sabata, hai chiuso!) : 監督フランク・クレイマー、1969年 - ジェーン役
- ブラバドスの黄金 (L'oro dei bravados) : 監督ジャンカルロ・ロミテリ、1970年 - モイラ・シャノン役
- 馬泥棒の恋 (Romance of a Horsethief) : 監督エイブラハム・ポロンスキー、1971年 - グラボウスキー伯爵夫人